# Nockamixon State Park
Der Nockamixon State Park ist ein State Park in Pennsylvania in den Vereinigten Staaten. Er liegt im Norden von Bucks County. Der Park ist 2138 Hektar groß und ein beliebtes Urlaubsgebiet.
Der Name Nockamixon kommt von den hier ursprünglich ansässigen Lenni-Lenape-Indianern, welche die Gegend „nocha-miska-ing“ nannten.

## Geschichte
Amerikanische Ureinwohner vom Stamm der Lenni-Lenape-Indianer siedelten sich in der Gegend des heutigen Parkes zuerst an. Schottische und deutsche Einwanderer kamen zwischen 1730 und 1740 in dieses Gebiet und ab 1742 entstand das Township Nockamixon.  Bis zum 19. Jahrhundert waren die meisten Leute in der Holzindustrie beschäftigt, bis dieser Industriezweig erschöpft war.
1961 begann man mit der Anlage eines Parkes. Der Staat kaufte 290 Farmen und Gehöfte aus den umliegenden Townships auf und man begann 1965 mit der Anlage des Nockamixon Parks. Ein Damm wurde im Oktober 1968 angelegt. Der Damm wurde im Juni 1973 fertiggestellt und der See begann, sich weiter mit Wasser zu füllen. 1973 wurde der Park ans Stromnetz angeschlossen.
Die kleine Stadt Tohickon, welche früher auch Stovertown genannt wurde, wurde geflutet. Der Rest war hauptsächlich Farmland mit Bauernhöfen. Die Bauernhöfe, Häuser und Brücken wurden vor der Flutung bis auf eine Brücke, welche aus Steinen errichtet war, zerstört. Diese Brücke, welche ursprünglich über den Tohickon Creek führte, ist noch heute in circa 25 Metern Wassertiefe zu finden.
Der Park ist ursprünglich nach dem Hauptfluss, welcher ihn mit Wasser speist, Tohickon State Park genannt worden. Im Jahre 1965 hat das State Geographic Board den Park aber umbenannt.
Seit August 1977 steht der Park für die Öffentlichkeit offen.